# VirtualBox
Oracle VM VirtualBox (fost Sun VirtualBox, Sun xVM VirtualBox și Innotek VirtualBox) este un software pentru monitorizarea mașinilor virtuale pentru calculatoare x86 de la Oracle. Dezvoltat inițial de Innotek GmbH, a fost achiziționat de Sun Microsystems în 2008 care apoi a fost achiziționat de Oracle în 2010.

## Legaturi externe
- Site web oficial
- Sub-site la Oracle
- Virtualbox Downloads
- What is virtualization?